# 28822 Angelabarker
28822 Angelabarker è un asteroide della fascia principale. Scoperto nel 2000, presenta un'orbita caratterizzata da un semiasse maggiore pari a 2,6675563 UA e da un'eccentricità di 0,1061718, inclinata di 1,39835° rispetto all'eclittica.